# Холдушкин, Владимир Викторович
Владимир Викторович Холдушкин (2 мая 1955 — 4 октября 2016, Москва, Российская Федерация) — советский и российский гимнаст и тренер, член и тренер сборных СССР и Российской Федерации по спортивной гимнастике, заслуженный тренер СССР и РСФСР, мастер спорта СССР.

## Биография
С 1971 по 1979 годы входил в состав сборной команды СССР по спортивной гимнастике, становился победителем и призером всесоюзных и международных соревнований.
В 1977 году окончил ГЦОЛИФК. В 1983 году начал работать в СДЮСШОР Московской организации «Динамо» тренером-методистом по акробатике.
С 1987 по 2004 г. работал в сборных командах СССР и России, подготовил не одно поколение победителей и призеров Олимпийских игр, чемпионов мира и Европы среди которых: Сергей Харьков, Алексей Воропаев, Алексей Немов, Николай Крюков, Дмитрий Труш, Дмитрий Василенко, Евгений Подгорный, Алексей Бондаренко, Денис Аблязин и Эмин Гарибов.